# Argyrolobium harmsianum
Argyrolobium harmsianum är en ärtväxtart som beskrevs av Hermann August Theodor Harms. Argyrolobium harmsianum ingår i släktet Argyrolobium och familjen ärtväxter. Inga underarter finns listade i Catalogue of Life.